# Giacomo Radini-Tedeschi

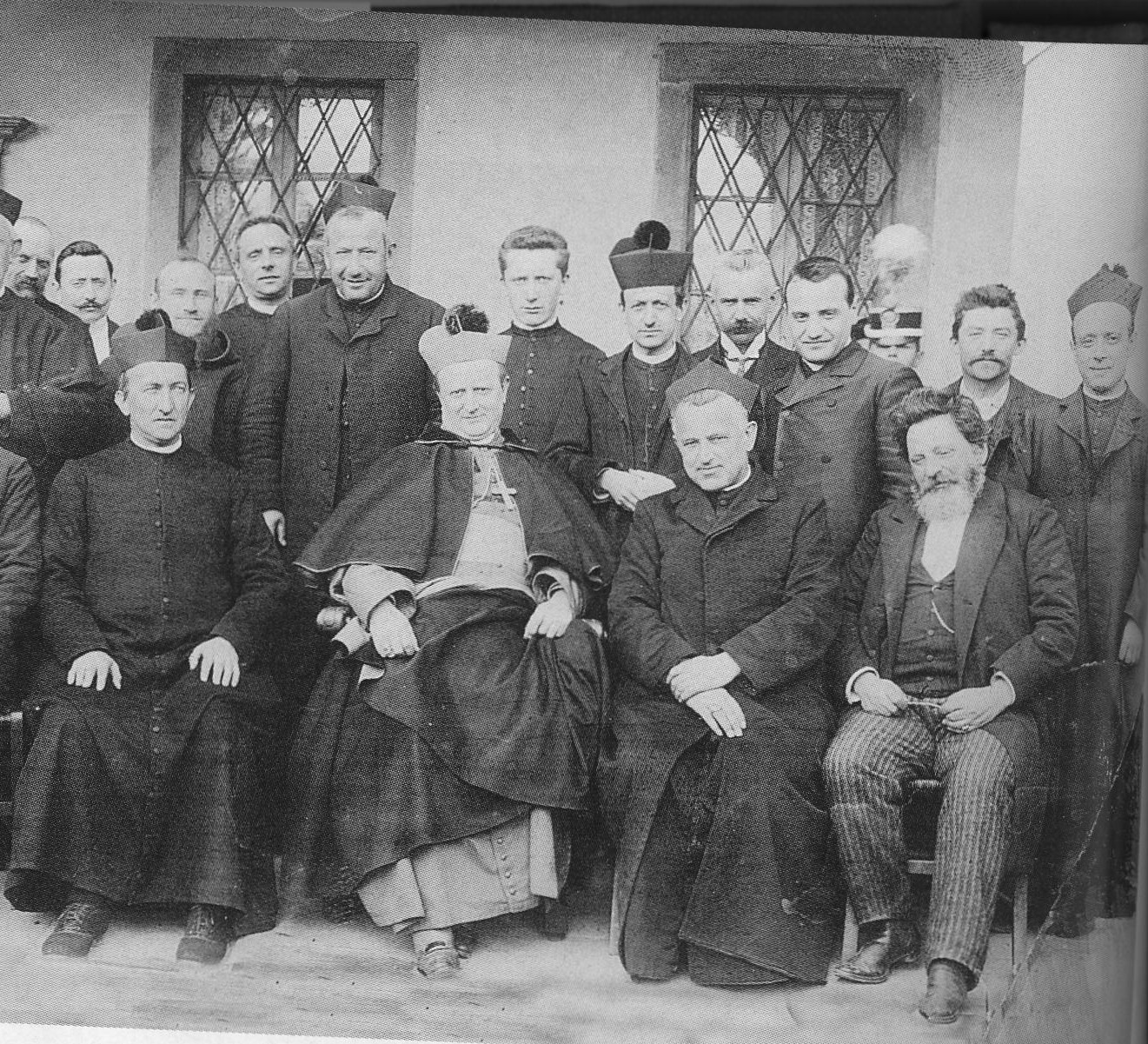
À gauche de l'évêque Radini Tedeschi (III de la deuxième rangée) on reconnaît Angelo Giuseppe Roncalli le futur pape Jean XXIII image extraite du livre de Mario Benigni - Goffredo Zanchi, Giovanni XXIII. Biografia ufficiale a cura della diocesi di Bergamo, edizioni San Paolo, 2000

Giacomo Maria Radini-Tedeschi, né le 12 juillet 1857 à Plaisance, en Émilie-Romagne et mort le 22 août 1914 à Bergame, est un évêque catholique italien qui fut à la tête du diocèse de Bergame de 1905 à 1914.

## Biographie
Ordonné prêtre le 2 novembre 1879, Giacomo Radini-Tedeschi enseigna le droit canon à Plaisance. À partir de 1883 il s'impliqua dans l'Opera dei Congressi e dei comitati cattolici.
En 1890 il entra à la Secrétairerie d'État, où lui furent confiées d'importantes missions, par exemple en 1891 en Autriche pour porter la barrette de cardinal au nouveau porporato Mgr Gruscha, et en 1893 en France pour remplir la même fonction concernant Mgr Lecot et Mgr Bourret. Cette dernière mission revêtait une valeur politique particulière, puisqu'elle s'inscrivait dans la ligne du ralliement à la Troisième République initiée par Léon XIII et qu'on poursuivait ; les deux nouveaux promus en étaient partisans. Au cours de ces missions il était accompagné d'Achille Ratti, le futur Pie XI, avec lequel, vers la fin des années 1870, il avait fréquenté à Rome le séminaire lombard.
Après la dissolution de l'Œuvre des congrès, Giacomo Radini-Tedeschi, qui enseignait alors aussi la sociologie au Collegio Leoniano de Rome, fut nommé évêque le 4 janvier 1905, et consacré par Pie X lui-même dans la chapelle Sixtine le 29 janvier suivant. C'est le diocèse de Bergame qui lui fut confié. Comme secrétaire particulier, il choisit Angelo Roncalli, le futur Jean XXIII, qui par sa fidélité et ses capacités devint vite inséparable de son évêque. Parallèlement, Radini-Tedeschi aurait toujours été un modèle pour le futur pape.
Atteint d'une tumeur, il s'éteignit le 22 août 1914, alors qu'il n'avait pas soixante ans. Deux jours plus tôt, Pie X était mort à Rome, et peu de temps auparavant avait éclaté la Première Guerre mondiale. Radini-Tedeschi eut la force, avant de fermer les yeux pour toujours, de demander avec force à Roncalli de prier pour la paix.

## Son caractère et son œuvre
Malgré ses origines aristocratiques et bien qu'il fût un homme réservé et peu loquace, il se montra toujours un pasteur sensible et généreux. Son activité fut en effet caractérisée par l'intérêt qu'il portait aux problèmes sociaux. Exemplaire sous ce rapport fut le soutien qu'il apporta à l'automne 1909 à la grève de Ranica, au cours de laquelle les ouvriers d'une fabrique textile, tous adhérents au syndicat catholique, demandaient une réduction de leur horaire de travail, alors de 11 heures par jour et six jours par semaine. Son engagement fut mal compris au point qu'il fut accusé par certains de modernisme et de progressisme.

## Dans la fiction
- 2002 : Jean XXIII: Le pape du peuple, film de Giorgio Capitani, joué par Franco Interlenghi.

## Succession apostolique
Giacomo Radini-Tedeschi a ordonné les évêques suivants :
- Cardinal Giorgio Gusmini (1910)
- Archevêque Giosuè Signori (it) (1910)